# 9093 Сорада
9093 Сорада (9093 Sorada) — астероїд головного поясу, відкритий 16 листопада 1995 року.
Тіссеранів параметр щодо Юпітера — 3,345.
Названо на честь Соради (яп. そらだ(空田) сорада).